# Forschungsrahmenprogramm
Das Forschungsrahmenprogramm (FRP) ist ein Förderprogramm der Europäischen Kommission. Seit Anfang 2014 werden die Forschungsrahmenprogramme mit weiteren Programmen im Horizont-2020-Programm vereint.

## Grundlagen
Die Europäische Union bündelt ihre Programme der Forschung, technologischen Entwicklung und Demonstration traditionell in zeitlich befristeten Forschungsrahmenprogrammen. Das Verfahren, nach dem die Mitgliedstaaten ein Forschungsrahmenprogramm beschließen, ist im Vertrag über die Arbeitsweise der Europäischen Union (AEUV) geregelt (Art 182 AEUV). Eine besondere Grundlage besteht dabei allerdings für den Teil der Atomforschung. Diesem liegt der Vertrag zur Gründung der Europäischen Atomgemeinschaft (Euratom) zugrunde. Beide Programme werden von der Europäischen Kommission vorgeschlagen und von Europäischem Rat (Rat) und Europäischem Parlament (EP) beschlossen.
Primäres Ziel des Forschungsrahmenprogramms ist, die wissenschaftlichen und technologischen Grundlagen in der Gemeinschaft zu stärken und die Entwicklung ihrer internationalen Wettbewerbsfähigkeit zu fördern sowie alle Forschungsmaßnahmen zu unterstützen, die aufgrund anderer Politiken der Gemeinschaft für erforderlich gehalten werden. Es geht hier also primär um grenzüberschreitende Forschung und Entwicklung, die die Grundlage für eine innovative europäische Wirtschaft legt und gleichzeitig einen unmittelbaren Nutzen für die Bürger bringt.
Formal besteht ein Forschungsrahmenprogramm aus einer EU-Verordnung (bzw. vor Horizont 2020 einem Beschluss), dem/den darauf aufbauenden spezifischen Programm(en) und Beteiligungsrichtlinien sowie den präzisierenden Arbeitsprogrammen. Die spezifischen Programme und Beteiligungsrichtlinien bilden den Rahmen für ein Forschungsrahmenprogramm, die Arbeitsprogramme präzisieren die Aktivitäten zu jeder einzelnen Förderlinie.

## Mittelausstattung bisheriger Forschungsrahmenprogramme
Seit dem ersten Forschungsrahmenprogramm (1984–1987) stieg die Mittelausstattung kontinuierlich an:
- 1. Forschungsrahmenprogramm (1984–1987) 3,3 Mrd. Euro
- 2. Forschungsrahmenprogramm (1987–1991) 4,4 Mrd. Euro
- 3. Forschungsrahmenprogramm (1991–1994) 6,6 Mrd. Euro
- 4. Forschungsrahmenprogramm (1994–1998) 13,1 Mrd. Euro
- 5. Forschungsrahmenprogramm (1998–2002) 15,0 Mrd. Euro
- 6. Forschungsrahmenprogramm (2002–2007) 17,5 Mrd. Euro
- 7. Forschungsrahmenprogramm (2007–2013) 50,5 Mrd. Euro
- Horizont 2020 (2014–2020) 70,2 Mrd. Euro (zuzüglich Inflationszuwachs etwa 80 Mrd. Euro)
- Horizont Europa (2021–2027) 95,5 Mrd. Euro

## 6. Forschungsrahmenprogramm
Das 6. Forschungsrahmenprogramm (FP6) hatte eine Laufzeit vom 3. Juni 2002 bis 2006. Das Budget betrug 17,5 Milliarden Euro und umfasste folgende Schwerpunkte:
- Biowissenschaften, Genomik und Biotechnologie im Dienste der Medizin (GBH, 2.255 Mio. Euro)
- Technologien der Informationsgesellschaft (IST, Information Society Technology, 3.600 Mio. Euro)
- Nanotechnologien und -wissenschaften, wissensbasierte multifunktionale Werkstoffe, neue Produktionsverfahren und - anlagen (NMP, 1.300 Mio. Euro)
- Luft- und Raumfahrt (A&S, 1.000 Mio. Euro)
- Lebensmittelqualität und -sicherheit (FSQ, 685 Mio. Euro)
- Nachhaltige Entwicklung, Globale Veränderungen und Ökosysteme (SDGE, 2.120 Mio. Euro)
- Bürger und Staat in der Wissensgesellschaft (C&G, 225 Mio. Euro)
- Künftiger Wissenschafts- und Technologiebedarf (2.345 Mio. Euro)
- Politikorientierte Forschung (78 Mio. Euro)

Strukturell und formal wartete das FP6 gegenüber seinen Vorgängerprogrammen mit einigen Änderungen auf. Im Kontext der beim FP6 im Vordergrund stehenden Idee der Schaffung eines Europäischen Forschungsraums wurden größere Projektverbände, die Networks of Excellence (NoE) und Integrated Projects (IP) eingeführt. Weiterhin wurde mehr Eigenverantwortung auf die aus mindestens drei Mitgliedstaaten zusammengesetzten Konsortien übertragen. Es wurden Finanzaudits zur laufenden Überwachung der Mittelverwendung eingeführt.

## 7. Forschungsrahmenprogramm
Das 7. Forschungsrahmenprogramm (FP7) hatte eine Laufzeit vom 1. Januar 2007 bis 2013. Das jährliche Budget war im Durchschnitt um 41 % höher als beim FP6 (Preisniveau 2004), umfasste jedoch auch Themenbereiche, welche im FP6 noch nicht eingegliedert waren. Das vorläufige Gesamtbudget über die Laufzeit betrug ca. 50,5 Milliarden Euro. Die Laufzeit betrug erstmals nicht vier,  sondern sieben Jahre, gekoppelt an die finanzielle Vorausschau, also die Planung des gesamten EU-Haushalts. Die Europäische Kommission beschloss im Januar 2011 drei Sofortmaßnahmen für die Verwaltung von Geldern im laufenden FP7, die insbesondere die Berechnung der Personalkosten erleichtern und somit den bürokratischen Aufwand verringern sollte.
Das FP7 war in vier spezifische Programme unterteilt:
Zusammenarbeit
Das Spezifische Programm Zusammenarbeit (Cooperation) ist mit einer Gesamtsumme 32.413 Millionen Euro ausgestattet und bildet damit das Kernstück von FP7. Unterstützt werden Forschungsprojekte, in denen Partner aus unterschiedlichen europäischen Ländern neues Wissen in vorgegebenen Themenbereichen schaffen. Im Vordergrund steht dabei die gesellschaftliche Verwertbarkeit der Resultate. Das Programm ist unterteilt in die thematischen Bereiche:
- Gesundheit (6.100 Mio. Euro),
- Lebensmittel, Landwirtschaft und Fischerei sowie Biotechnologie (1.935 Mio. Euro),
- Informations- und Kommunikationstechnologien (9.050 Mio. Euro),
- Nanowissenschaften, Nanotechnologien, Werkstoffe und neue Produktionstechnologien (3.475 Mio. Euro),
- Energie (2.350 Mio. Euro),
- Umwelt (einschließlich Klimaänderung) (1.890 Mio. Euro),
- Verkehr (einschließlich Luftfahrt) (4.160 Mio. Euro),
- Sozial-, Wirtschafts- und Geisteswissenschaften (623 Mio. Euro),
- Weltraum (1.430 Mio. Euro),
- Sicherheit (1.400 Mio. Euro),
- nicht-nukleare wissenschaftliche Tätigkeit der gemeinsamen Forschungsstelle (1.751 Mio. Euro)

Ideen
Das Spezifische Programm Ideen (Ideas) unterstützt mit insgesamt 7.460 Millionen Euro Einzelwissenschaftler, die Grundlagenforschung betreiben. Die Vergabe der Fördermittel wird durch den europäischen Forschungsrat (European Research Council, ERC) organisiert und ausgestaltet.
Menschen
Das Spezifische Programm Menschen (People) hat ein Volumen von insgesamt 4.728 Millionen Euro. Es konzentriert sich auf die Förderung der Mobilität von Nachwuchswissenschaftlern im Rahmen der Marie-Skłodowska-Curie-Maßnahmen.
Forschungskapazitäten
Das Spezifische Programm Forschungskapazitäten (Capacities) hat ein Gesamtbudget von etwa 4.200 Millionen Euro und unterstützt Vorhaben, die dem Ausbau des europäischen Forschungsraums dienen:
- Forschungsinfrastruktur (1.800 Mio. Euro),
- Forschung zum Vorteil kleiner und mittlerer Unternehmen (KMU) (1.300 Mio. Euro),
- Wissensorientierte Regionen (126 Mio. Euro),
- Forschungspotenzial (370 Mio. Euro),
- Wissenschaft in der Gesellschaft (280 Mio. Euro),
- Unterstützung der Kohärenten Entwicklung von Forschungspolitiken (70 Mio. Euro),
- und Spezielle Aktivitäten Internationaler Zusammenarbeit (185 Mio. Euro).